# موروليموماب
موروليموماب هو جسم مضاد وحيد النسيلة بشري مضاد لعامل البندر.